# Ferruccio Parri
Ferruccio Parri (Pinerolo, 19 gennaio 1890 – Roma, 8 dicembre 1981) è stato un politico e partigiano italiano.
Con il nome di battaglia Maurizio fu un capo partigiano durante la guerra di liberazione italiana, decorato con la Bronze Star Medal. Fu il primo presidente del Consiglio dei ministri a capo di un governo di unità nazionale istituito alla fine della seconda guerra mondiale.
Amico fraterno dei Fratelli Rosselli e di Luigi Longo, è seppellito nel cimitero monumentale di Staglieno a Genova, a pochi metri dalla tomba di Giuseppe Mazzini.

## Biografia

### Origini e formazione
Laureato in Lettere e filosofia, insegnò al Liceo Parini di Milano e fu redattore del Corriere della Sera. Prese parte alla prima guerra mondiale in qualità di ufficiale di complemento, nella quale fu ripetutamente ferito, meritando tre medaglie d'argento al valor militare, varie onorificenze italiane e francesi, e la promozione a maggiore per meriti di guerra. Partecipò come ufficiale di Stato maggiore alla preparazione dell'offensiva che portò alla battaglia di Vittorio Veneto.
In qualità di redattore del «Corriere della Sera», sebbene richiesto da Luigi Albertini di restare almeno per un certo periodo, dovette allontanarsi dal giornale per non aver accettato l'esproprio fascista del quotidiano nel 1925; dovette successivamente lasciare il ruolo d'insegnante per non aver preso la tessera del Partito Fascista, necessaria per svolgere la professione. Sospettato dunque di attività antifascista, subì percosse.

### Impegno antifascista
Insieme a Carlo Rosselli, Sandro Pertini e Adriano Olivetti, organizzò la celebre fuga di Eugenio Chiesa, Filippo Turati, Pietro Nenni e dello stesso Pertini in Francia, navigando da Savona con un motoscafo guidato da Italo Oxilia. Arrestato insieme con Rosselli a Massa, durante il processo davanti al Tribunale di Savona il suo avvocato, Vittorio Luzzati, lo difese ricordando le tre medaglie d'argento conquistate durante la prima guerra mondiale. Parri lo interruppe: «Se considero l'Italia attuale, mi vergogno delle mie decorazioni!». Condannato prima a 10 mesi di carcere e poi a 5 anni di confino per attività antifascista, venne relegato a Ustica, Lipari e Vallo della Lucania.
Liberato nel 1931, fu assunto come impiegato dalla Edison di Milano, ove dopo poco tempo fu promosso dirigente e posto a capo della sezione economica dell'Ufficio studi della grande azienda elettrica milanese. Continuò a mantenersi segretamente in contatto con il movimento di Giustizia e Libertà, nato in Francia per opera di Carlo Rosselli e di altri oppositori del regime, che prospettava la nascita in Italia di una democrazia liberal-socialista.

### Partecipazione alla resistenza
Con l'invasione nazista dell'Italia successiva all'armistizio dell'8 settembre, Parri venne subito indicato dai primi gruppi partigiani e dai vari CLN che si andavano formando nell'inverno 1943-1944 come la persona più adatta a prendere la guida della Resistenza per la sua capacità di mediazione tra le varie componenti politiche del movimento, per la preparazione militare e per le sue idee azioniste e repubblicane non estremistiche, e quindi rassicuranti per gli Alleati occidentali.
Incontrò il capo dei servizi segreti americani, Allen Dulles, dopo essere riuscito a oltrepassare il confine svizzero. L'incontro, ufficialmente definito come «molto cordiale», sebbene non producesse risultati immediati, pose comunque le basi per il riconoscimento da parte anglo-americana dell'esercito partigiano come forza di liberazione nazionale.
In seguito, con la costituzione dei primi gruppi di partigiani, egli divenne capo del Partito d'Azione nei territori occupati e in seguito lo rappresentò nel Comitato di Liberazione Nazionale dell'Alta Italia. Con la costituzione, il 9 giugno 1944, del Comando generale dei volontari per la Libertà, una sorta di guida militare dei partigiani, Parri fu nominato vicecomandante, insieme con il futuro dirigente comunista, Luigi Longo, e col generale Raffaele Cadorna. Assunse il nome di battaglia di "Maurizio".
Qualche tempo dopo (il 2 gennaio 1945) Parri venne casualmente fatto prigioniero dalle SS. Condotto per ulteriori accertamenti nel campo di concentramento provinciale di San Vittore, fu duramente percosso da «il Porcaro, la belva umana, il terrore di San Vittore», ovvero dalla SS, Franz Staltmayer e un suo collega che simultaneamente lo presero anche a calci con scarponi chiodati, successivamente interrogato non venne riconosciuto e venne quindi mandato all'Albergo Regina & Metropoli, sede del comando delle SS, della Gestapo, della Kripo e SIPO-SD e uno fra i principali luoghi del terrore e di torture in Italia per partigiani, oppositori politici ed ebrei, per decidere cosa fare di quell'anonimo partigiano. Qui Parri non sarà altrettanto fortunato, e secondo il rapporto che fa lui stesso nel libro Due mesi con i nazisti: dal tavolaccio alla branda venne riconosciuto non come il professor Pasolini, cognome riportato sui suoi falsi documenti, bensì come il prof. Parri. E questo fra l'euforia dei nazisti dell'Albergo per l'arresto del pluriricercato capo partigiano "comandante Maurizio" (conosciuto anche con l'appellativo "lo Zio"). A riconoscerlo, senza ombra di alcun dubbio, fu un poliziotto italiano che lo aveva già precedentemente arrestato nel 1942 quando fu denunciato con l'accusa di "scritti sediziosi" al Tribunale speciale per la difesa dello . Parri sarà tradotto successivamente nel carcere di Verona, dove aveva sede il Tribunale speciale della Repubblica Sociale Italiana.
Mentre Parri era ancora prigioniero all'albergo Regina, fu fatto un temerario tentativo per liberarlo. L'artefice fu il comandante partigiano Edgardo Sogno nome di battaglia Franco Franchi. Sogno si presentò nell'albergo con altre due persone indossando un'uniforme della milizia tedesca, fingendosi latore di messaggi speciali, con il piano di sparare poi direttamente contro i tedeschi, liberare Parri e scappare con lui: ma fu riconosciuto, catturato e torturato dai nazisti; non nascose le sue intenzioni, ma non rivelò informazioni, e sarebbe probabilmente stato immediatamente fucilato, se non fosse stato che ormai la guerra era quasi finita e, in qualità di militare italiano prigioniero di guerra (e non "bandito", "traditore" o "sovversivo", come venivano definiti i partigiani non militari) aveva lo status di Internato Militare Italiano e venne quindi mandato in un campo di prigionia in provincia di Bolzano, dove sopravvisse fino alla fine del conflitto.
Numerose congetture furono fatte sull'arresto di Parri: dopo la guerra voci di popolo asserivano che esso fosse stato favorito dai servizi segreti inglesi per indebolire la componente di sinistra della Resistenza; la maggioranza della storiografia oggi ritiene invece che quello di Parri fu un arresto fortuito. 
Successivamente, quando il generale Karl Wolff, comandante delle SS in Italia, incominciò a condurre trattative segrete con gli Alleati per una ritirata onorevole delle truppe tedesche dal suolo italiano (Operazione Sunrise), gli americani, attraverso Allen Dulles, che escogitò il piano, chiesero come prova di «buona volontà» la scarcerazione immediata di Parri e del maggiore degli alpini Antonio Usmiani; Parri e Usmiani, i primi giorni di marzo del 1945, furono liberati e condotti in Svizzera. Allen Dulles incontrò i due ex prigionieri a Zurigo, e Parri, con coraggio, dichiarò di voler rientrare al più presto in Italia per riprendere la lotta partigiana.

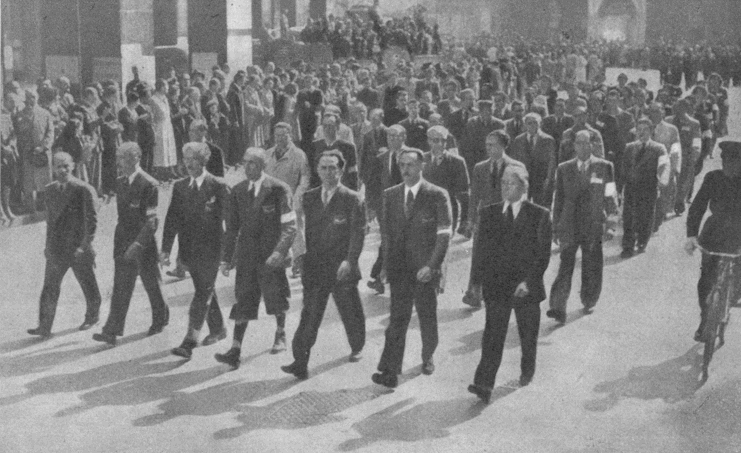
Il Comando generale del CVL apre la sfilata del 6 maggio 1945 a Milano. Il terzo da sinistra è Ferruccio Parri.

Di lì a qualche mese, il 25 aprile in Italia terminava la seconda guerra mondiale; tuttavia gli Alleati mantennero sotto la loro amministrazione tutto il Settentrione. Il CLN si adeguò alle disposizioni alleate prendendo in giurisdizione tutto il Centro-Sud, mentre al Nord continuava a operare il CLNAI. Parri, rientrato finalmente a Milano, fu confermato come rappresentante del Partito d'Azione. Sebbene favorevole alla condanna a morte di Mussolini, definì una "macelleria messicana" l'oltraggio riservato a Piazzale Loreto al corpo di Benito Mussolini, della Petacci e degli altri fucilati a Dongo.

### Ruolo nell'Assemblea Costituente e la politica

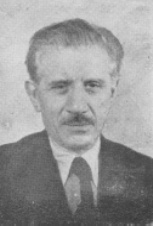
Parri deputato alla Costituente.

Acclamato all'unanimità segretario del Partito d'Azione nel dicembre del 1945, guidò il partito al congresso del febbraio 1946, caratterizzato dallo scontro fra le due correnti dette "radicali" e "socialisti". Parri e Ugo La Malfa uscirono dal partito, dando vita alla Concentrazione Democratica Repubblicana, che si presentò alle elezioni politiche del 2 giugno 1946 con una propria lista: vi risultarono eletti i due principali esponenti del movimento, che decisero poi di aderire al Gruppo Repubblicano in seno all'Assemblea Costituente. Nel settembre dello stesso anno, la Concentrazione Democratica Repubblicana confluì nel Partito Repubblicano Italiano. Fu senatore di diritto nella prima legislatura repubblicana (1948) e votò la fiducia ai governi centristi guidati da Alcide De Gasperi.
Fondò con altri resistenti nel 1949 la FIAP - Federazione Italiana Associazioni Partigiane, per evitare l'insorgente egemonizzazione della Resistenza da parte del Partito Comunista. Fondamentale il suo contributo per la nascita dell'Istituto Nazionale per la Storia del Movimento di Liberazione in Italia (INSMLI). Nel 1953 abbandonò il Pri in disaccordo con la nuova legge elettorale, la cosiddetta "legge truffa", e diede vita con Piero Calamandrei al movimento di Unità Popolare. Unità Popolare ottenne appena lo 0,6% ma sarà decisivo nel far mancare alla coalizione vincente il quorum per ottenere il premio di maggioranza.
Nel 1958 in vista delle imminenti elezioni politiche, Parri si candidò come indipendente nelle liste del PSI risultando eletto, tornando così dopo un'assenza di cinque anni al Senato. Contestò aspramente il governo Tambroni, che godeva dell'appoggio esterno dei neofascisti del MSI, e la sanguinosa repressione delle proteste popolari nel "30 giugno a Genova" e nella Strage di Reggio Emilia.

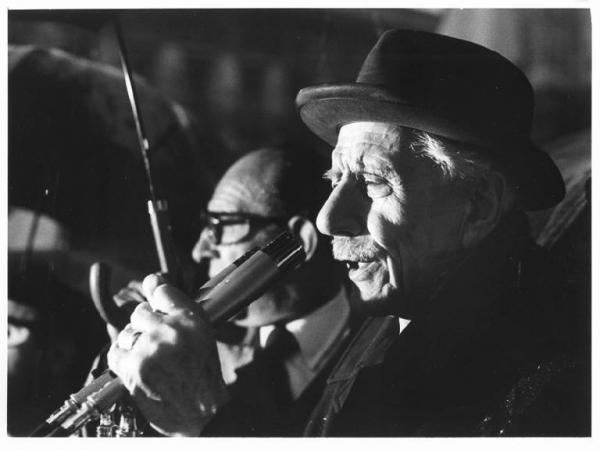
Parri, celebrazione del 25 aprile 1974 a Milano.

Parri negli anni settanta.

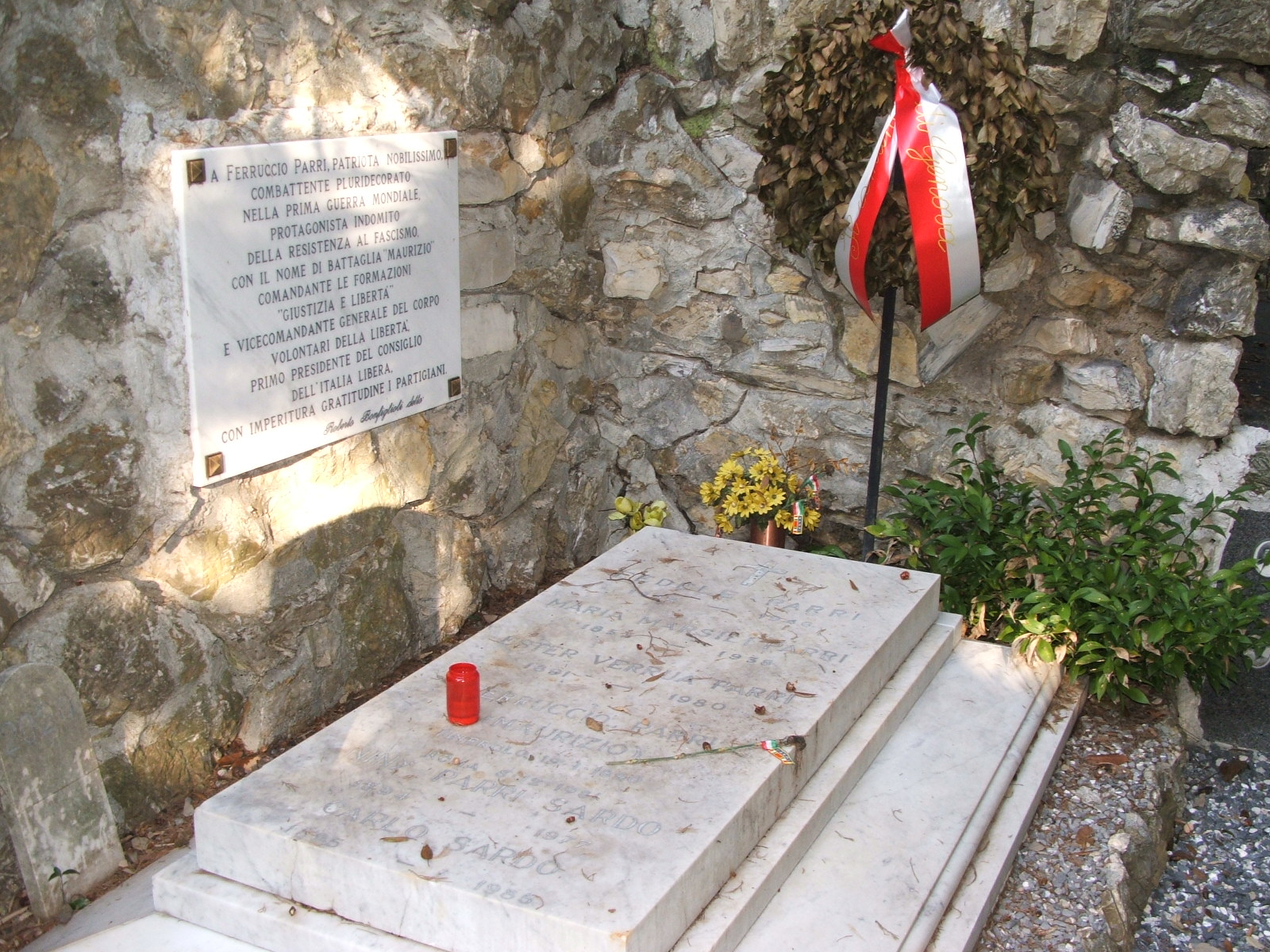
La tomba di Parri al cimitero di Staglieno.

### Gli ultimi anni e la morte
Nel 1963, nominato senatore a vita dal presidente della Repubblica Antonio Segni, s'iscrisse al gruppo misto del Senato. Alcune sue dichiarazioni su L'Espresso contribuirono alla scoperta del Piano Solo e verso la fine di quell'anno, in vista delle elezioni politiche del 1968, promosse insieme con alcune eminenti personalità del mondo politico e culturale italiano, un appello per l'unità delle sinistre. Alle elezioni molte di queste personalità si presentarono come indipendenti nelle liste PCI-PSIUP. Gli indipendenti eletti al Senato confluirono in un Gruppo parlamentare autonomo denominato Sinistra Indipendente di cui Parri fu il presidente per molti anni, mantenendosi all'opposizione dei vari governi di centro-sinistra che guidarono l'Italia negli anni sessanta e settanta. La Sinistra indipendente si caratterizzò per essere un gruppo aperto a personalità provenienti dalla Resistenza ma di diversa estrazione politica, religiosa e sociale, in posizione di alleanza critica in particolare con il PCI.
Fondò e diresse, in quegli anni, il periodico l'Astrolabio, tribuna da cui condusse campagne per la realizzazione di una democrazia più compiuta e dalla quale denunciò il risorgente neo-fascismo. Parri era cristiano, nonostante durante la propria vita abbia sempre strenuamente difeso posizioni laiche. Morì a novantuno anni alle ore 3:25 di martedì 8 dicembre 1981.

## Governo Parri

### Formazione
(Indro Montanelli, L'Italia della guerra civile)

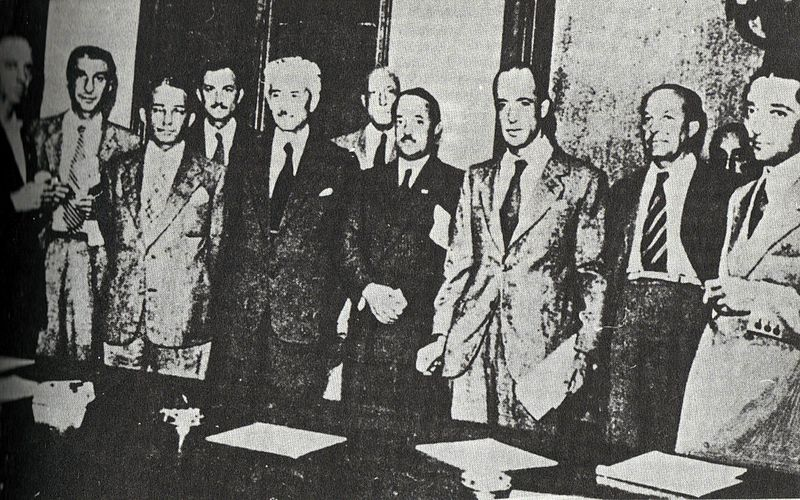
1945, governo presieduto da Ferruccio Parri.

Dopo la fine del governo Bonomi II, i colloqui svoltisi fra Roma e Milano fra maggio e giugno fra le sei principali forze politiche del momento (Democrazia Cristiana, Partito Comunista Italiano, Partito Socialista Italiano, Partito Liberale Italiano, Partito d'Azione e Democrazia del Lavoro) portarono, dopo l'affossamento dei nomi di Ivanoe Bonomi, di Pietro Nenni e di Alcide De Gasperi, alla scelta di Ferruccio Parri come nuovo Presidente del Consiglio dei ministri del Regno d'Italia.
Il nome di Parri fu proposto da Leo Valiani affiancato dal socialista Rodolfo Morandi come una personalità intermedia fra le forze di sinistra e quelle centriste presenti nel CNL. Nel nuovo governo egli assunse ad interim anche il Ministero dell'interno.

### Politica interna
Il suo governo, seppur lacerato dagli scontri fra l'estrema sinistra e i liberali, riuscì a varare i primi timidi provvedimenti economici per far uscire il Paese dalla situazione post-bellica: il risarcimento pagato in dollari dagli Stati Uniti per le truppe d'occupazione permise il risanamento delle infrastrutture. La linea perseguita in questo senso dai ministri delle Finanze Marcello Soleri, che morì durante l'incarico, ed Epicarmo Corbino creò, secondo alcuni, le condizioni per il "miracolo economico" degli anni cinquanta e sessanta. Furono istituiti il Ministero per la ricostruzione, il Ministero dell'alimentazione e il Ministero dell'assistenza post-bellica (d.l. del 21 giugno 1945, nn. 378, 379, 380). Poco dopo fu varata da Parri la Consulta Nazionale, una sorta di Parlamento scelto dai vari partiti in attesa di libere elezioni, creando il Ministero per la Consulta Nazionale, con il compito di elaborare e promuovere le norme giuridiche riguardanti la Consulta stessa (d.l. 31 luglio 1945, n. 443). In seguito venne istituito il Ministero per la Costituente, con il compito di preparare la convocazione dell'Assemblea Costituente prevista dal d.l. 25 giugno 1944, n. 151 e di predisporre gli elementi della nuova Costituzione (d.l. 31 luglio 1945, n. 435).
La produzione industriale e agricola si era dimezzata e la lira era fortemente svalutata, inoltre altissimo era il tasso di disoccupazione e sotto-occupazione. Un altro problema era rappresentato dalla profonda spaccatura tra il Nord, che aveva partecipato alla lotta partigiana, e il Sud, che invece aveva unicamente visto lo sbarco degli alleati ma non aveva partecipato alla lotta armata. Il governo Parri propose riforme impegnative: imposte contro i profitti di guerra delle grandi aziende e una “epurazione” del personale statale compromesso con il fascismo, ma questo suscitò vaste opposizioni. Su Parri ricadde il compito di incominciare a "riciclare" le organizzazioni statali fasciste in nuovi enti per lo stato in via di formazione (vedi ad esempio la trasformazione dell'Opera nazionale del dopolavoro nell'ENAL) e di avviare la ricostruzione del paese.
Si rifiutò di considerare il movimento partigiano in via di smobilitazione, pur non nascondendo che la rivoluzione dei CLN dovesse essere in qualche misura istituzionalizzata. La politica della responsabilità promossa da Parri era del resto sollecitata da importanti questioni che egli dovette affrontare nel corso dell’estate: la sistemazione del confine orientale e il contrasto all'indipendentismo siciliano (sostenuto da cosa nostra e da figure come Salvatore Giuliano); in tale ultimo caso Parri dispose il confino di Andrea Finocchiaro Aprile e inviando sull'isola le divisioni "Aosta" e "Sabauda") e gli innumerevoli casi di disordine sociale sparsi per la penisola. Parri fu tra i primi politici repubblicani a denunciare la massiccia presenza del fenomeno mafioso nell'Italia meridionale e a proporre una lotta senza quartiere a tale tipo di crimine organizzato.

### Politica estera
È l'ultimo Presidente del Consiglio della storia d'Italia ad aver ufficialmente dichiarato guerra a un altro Stato: ciò accadde il 14 luglio 1945, quando il suo governo dichiarò aperte le ostilità contro l'Impero giapponese.
In politica estera dovette seguire il delicato tema delle trattative di pace: l'Italia era considerata un paese "provocatore della guerra". Per questo venne esclusa dalla Conferenza di San Francisco dove Parri e De Gasperi, ministro degli Esteri, tentarono di partecipare. Fu totalmente vano il tentativo di far entrare l'Italia nel novero dei paesi alleati con la dichiarazione di guerra all'ormai sconfitto Giappone avvenuta il 15 luglio.
Anche alla successiva Conferenza di Potsdam, dove doveva essere deciso come risolvere la questione giuliana, ovvero se assegnare Trieste e l'Istria all'Italia o alla Jugoslavia, la partecipazione dell'Italia fu esclusa per un veto esplicito posto da Winston Churchill. A Potsdam la questione giuliana non fu discussa e in un comunicato venne riconosciuto all'Italia di essere stato il primo Paese a rompere l'alleanza con la Germania.

### Dimissioni e fine
Poco dopo, in seguito a una serie di visite all'estero di Alcide De Gasperi, si era giunti a convocare un nuovo tavolo di trattative, con la partecipazione d'Italia e Iugoslavia sulla questione giuliana e sulle colonie italiane (Africa Orientale, Libia e Dodecaneso). Al riguardo, Parri espresse una posizione nettamente solidale con De Gasperi, sebbene contestato dai comunisti di Togliatti vicini invece a Tito. Contemporaneamente alcune sue dichiarazioni di sostegno alle tesi repubblicane gli alienarono il consenso dei liberali, che guidarono una campagna contro di lui. Benedetto Croce, esprimendo il malcontento moderato, parlò di «un forte distacco fra il Paese reale e il Governo»; contro il Governo si accanì anche il movimento dell'Uomo qualunque, fondato in quel periodo da Guglielmo Giannini.
Il 22 novembre la crisi esplose definitivamente: i ministri liberali rassegnarono le dimissioni seguiti dai democristiani. Il PCI e il PSI non lo sostennero, e anche il suo partito non ebbe la forza di contrastare la crisi ormai irreversibile. Il 24 Parri lasciò la Presidenza del Consiglio. Convocò i giornalisti al Viminale e si definì vittima di un colpo di Stato ad opera del Partito Liberale Italiano con l'appoggio della Democrazia Cristiana. Poco dopo, nell'ultimo Consiglio dei ministri, fu convinto da De Gasperi a rettificare le sue dimissioni e a scusarsi per la sua espressione su un presunto golpe. Quindi si recò al Quirinale per dimettersi, come voleva la prassi.

## Politica europea

Bandiera della CECA

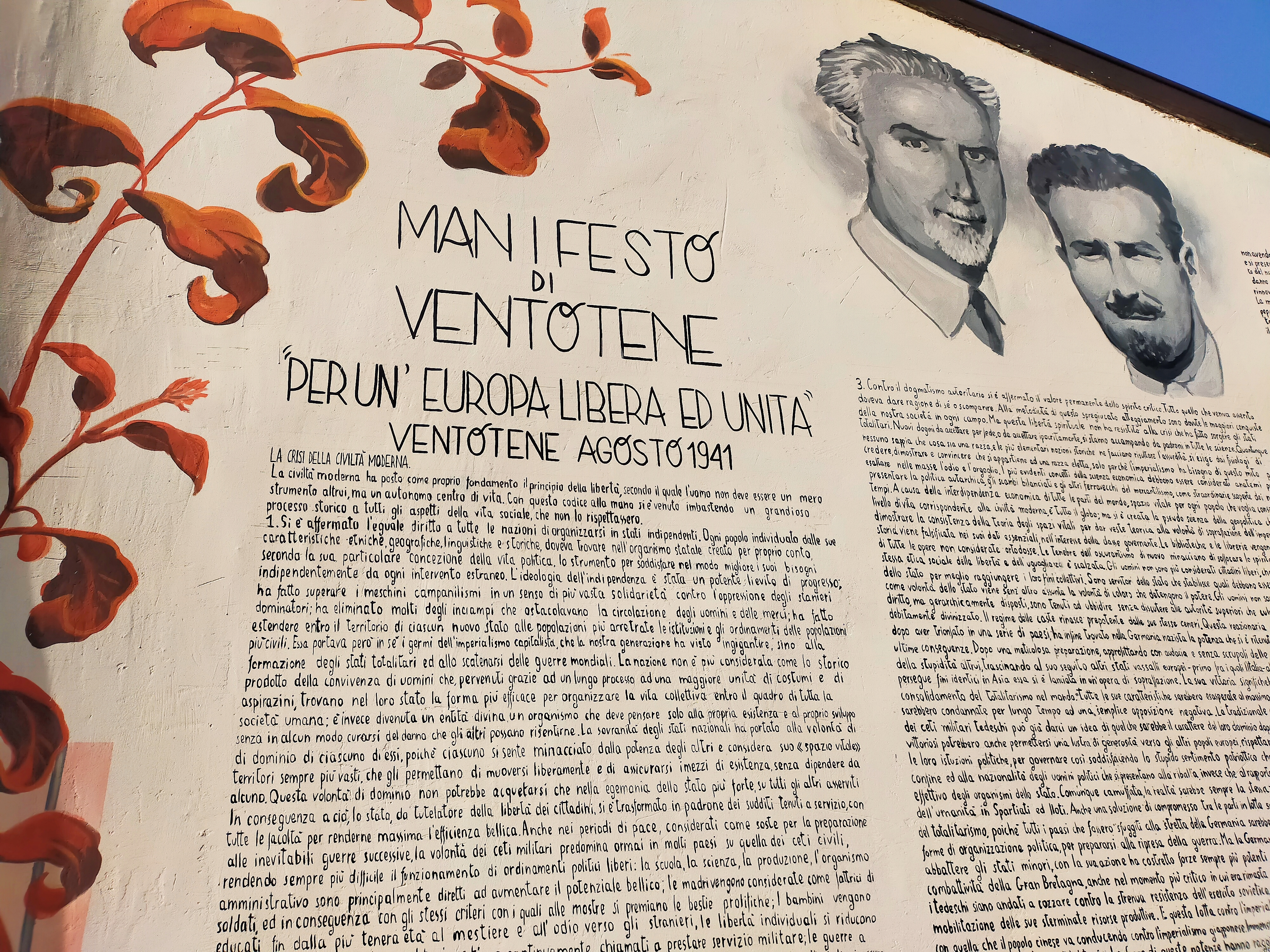
Murale del Manifesto di Ventotene (da notare i ritratti di Ernesto Rossi e Eugenio Colorni)

Oltre ad essere stato un importante politico a livello nazionale, Parri fu anche molto influente a livello europeo per la formazione dell'Europa del secondo Dopoguerra. Seguendo inizialmente le idee di Altiero Spinelli, contenute nel Manifesto di Ventotene, Parri si adoperò per far entrare l'Italia nella nascente comunità europea. Come prima mossa chiese l'aiuto di vari politici italiani dell'epoca, quali Piero Calamandrei, Luigi Einaudi e Gaetano Salvemini, per presentare a Milano la bozza del progetto federalista italiano  . Successivamente, si mosse sul piano europeo per stringere rapporti con figure di spicco dell'epoca. Difatti, Parri si ritrovò presto a discutere del futuro dell'Europa con diversi personalità europeiste, tra cui il Conte Kalergi. Fu soprattutto grazie al conte Kalergi, che Parri incontrò ad una conferenza del MFE a Gstaad nel 1947, che il progetto europeista divenne un affare politico italiano. Infatti, dall'incontro Kalergi-Parri nacque l'esigenza di connettere tutti i movimenti europeisti di stampo liberale, popolare o socialista. Grazie a questo, e all'impegno di Parri, l'Europa poté vedere l'ascesa di diverse istituzioni continentali quali CECA e CEE. Per diversi anni Parri portò avanti la sua battaglia europeista fino all'arrivo della Comunità europea di difesa, che fu per Parri la fine della sua avventura europeista, in quanto non riteneva coniugabile lo sforzo bellico autoimposto dell'Europa con il suo sviluppo democratico.

## Controversie
Nell'immediato secondo Dopoguerra, apparve un articolo su I Meridiani d'Italia, un giornale di destra, intitolato «Prove clamorose: Parri tradì i partigiani», ove si parlava di un suo tradimento nei confronti della resistenza. Parri decise di promuovere un'azione legale, ma il processo non finì mai perché cadde tutto in prescrizione. Fu un processo all'epoca molto seguito: a favore di Parri testimoniarono importanti politici del periodo come il comunista Luigi Longo e il futuro presidente della Repubblica Sandro Pertini. Pertini ricordò ai giudici come i capi partigiani avessero temuto per la vita del "comandante Maurizio". Uno dei suoi carcerieri riferì che Parri fu duramente percosso dai fascisti mentre lo trascinavano al carcere. Fu per Parri un duro colpo; Enzo Biagi riporta che confidò al suo avvocato: «Forse non basta vivere pulitamente, per i miei nemici avrei dovuto morire. Ma non è colpa mia se sono ancora qui».

## Opere
- Più duri del carcere, con altri, Genova, E. Degli Orfini, 1946.
- Europa federata, con Piero Calamandrei, Ignazio Silone, Luigi Einaudi e Gaetano Salvemini, Milano, Edizioni di Comunità, 1947.
- La Resistenza italiana e gli alleati, con Franco Venturi, in Istituto nazionale per la storia del movimento di liberazione in Italia, La Resistenza europea e gli Alleati, Milano, Lerici, 1962.
- Dalla Resistenza alla Repubblica, alla Costituzione, in Fascismo e antifascismo. Lezioni e testimonianze, II, 1936-1948, Milano, Feltrinelli, 1962.
- La sinistra davanti alla crisi del Parlamento, con Leopoldo Piccardi e Norberto Bobbio, Milano, Giuffrè, 1967.
- Società e potere in Italia e nel mondo, con altri, Torino, Giappichelli, 1970.
- Due mesi con i nazisti. Dal tavolaccio alla branda, Roma, Carecas, 1973.
- Scritti 1915-1975, Milano, Feltrinelli, 1976.
- La coscienza della democrazia, Milano, Mazzotta, 1985.
- Discorsi parlamentari, Roma, Senato della Repubblica. Segretariato generale. Servizio studi, 1990.

### Onorificenze italiane

1945, il generale statunitense Mark Wayne Clark decora Ferruccio Parri con la «Bronze Star».